# Madagaszkári bütykös csótány
A madagaszkári bütykös csótány vagy sziszegő csótány (Gromphadorhina portentosa) a csótányok (Blattodea) rendjébe és az elevenszülő csótányok  (Blaberidae) családjába tartozó faj. A Föld egyik legnagyobb csótányfaja.

## Előfordulása
A természetben Madagaszkár száraz erdeiben fordul elő. Környezetének jellemző növényei a kaktuszok és a baobab-fák. A fatörzsek alján, az alsó ágakon és a bokrokon található. Szelíd és gondozása egyszerű, ezért sokan tartják otthonaikban díszállatként és az állatkertekben is megtalálható.

## Megjelenése
Az egyik legnagyobb csótány. A kifejlett állat lapos testű, 6–8 cm nagyságú és sötétbarna színű. Hat ízelt lába van és két hosszú csápja. A hímek csápjai szőrösebbek. A legtöbb csótányfajtól eltérően szárnyatlan, de kiválóan mászik.

## Életmódja
Mindenevő, de elsősorban korhadt faanyaggal, illetve gyümölcsökkel táplálkozik. Megeszi a levedlett bőrét, és képes egyszerre a testtömegének felét kitevő táplálék elfogyasztására.
Az ivarérettséget meglehetősen sokára, kb. egyéves korban érik el, amelytől számolva még egy évet élnek. A hímek hosszabb életűek, mint a nőstények. A hímek felismerhetők a nyaki szelvényükön található bütykökről. 
Párzásra 25–30 °C-os hőmérsékleten és 40–70%-os páratartalmon kerülhet sor. A nőstények petezsákjukat testük belsejében, költőtasakban rejti el. A lárvák ezt 50-60 nap után hagyják el. A fiatal egyedek egy kolóniában élnek szüleikkel, mert az emésztésükhöz nélkülözhetetlen baktériumflórát a szülők ürülékének elfogyasztásával szerzik be, így fogságban sem választhatók el.
A sziszegő hangokat elsősorban veszélyhelyzetekben hallatják. Ilyenkor a testüket hirtelen összepréselik, és a légcsöveikből kiáramló levegő súrlódása kelti a hangot. Több rokon faj is képes sziszegni, ám a madagaszkári bütykös csótány hangképzése egyedülálló. A sziszegő hang a fajra jellemző. A legtöbb hangadásra képes rovar testrészeinek összedörzsölésével kelt hangot. Egyes cincérek a szárnyfedőik alól fújják ki a levegőt, de a hangkeltésben légcsöveik nem vesznek részt. A csótányok a negyedik vedlés után válnak képessé a sziszegésre.
A bütykös csótány hímjei látványos párharcokat vívnak egymással. Ilyenkor bütykeikkel lökdösik egymást és szakadatlanul hallatják harci sziszegő hangjukat. Emellett a nősténycsalogató sziszegés is a hímek sajátja.
A Gromphadorholaelaps schaeferi atkafaj ezen a csótányon él, és annak táplálékából csen el a maga számára. Amíg nincsenek túl sokan, addig a csótánynak nem jelentenek problémát.

## Tartása
Az állat tartása során a tárolóedény, illetve terrárium hőmérséklete 25-28 °C-on, a páratartalom 75-90%-on az ideális. A tárolóedény zárt és jól szellőző legyen, aljaznak minimum 3–4 cm-nyi tőzeget, földet, vagy ezek keverékét biztosítsuk. Sok más csótányfajjal ellentétben a függőleges üvegfelületen is képesek felmászni, ezért van nagy jelentősége a zárhatóságnak. Szükségük van búvóhelyre, mivel nem szeretik a fényt. A berendezést úgy kell megalkotni, hogy a csótányok mászhassanak.
A terrárium berendezésére korhadt ágakat, fakérget használhatunk, melyek nem származhatnak fenyőfélékről, és egyéb gyantás nyitvatermőről.
Táplálásukra lédús gyümölcsök, friss zöldségek a legmegfelelőbbek, amit kiegészíthetünk zabpehellyel, búzakorpával, csírával, esetleg kis mennyiségben kutya- vagy macskatáppal is.
Az Amerikai Egyesült Államokban egyes államok, például Florida is engedélyhez kötik tartásukat és tenyésztésüket.

## A kultúrában
A madagaszkári bütykös csótány több Hollywood filmben is szerepel. Ő az a csótány a Bugban (1975), amelyik lábainak összedörzsölésével képes tüzet kelteni. A Damnation Alley (1977) című filmben gyilkos csótánnyá mutálódik a nukleáris háború okozta sugárzások miatt. A  Starship Troopersben egy tanár tanítványaival készít egy propagandafilmet, amiben a diákok a The Bugs elleni háború jelképeként ennek a fajnak az egyedeire lépnek.
Egy madagaszkári bütyköst csótányt használtak mobil robot vezérlésére. Továbbá felhasználták a Fear Factorban és a  Men In Blackben. Ez utóbbiról paródia is készült (Team America: World Police (2004)), amiben a faj egy egyede Kim Jong-il holttestéből kel ki, beszáll egy űrhajóba, és elrepül.
A Six Flags Great America vidámpark 2006 szeptemberében bejelentette, hogy korlátlan line-jumping lehetőséget biztosít mindazoknak, akik elevenen megesznek egy madagaszkári bütykös csótányt a Halloween témájú FrightFesten. Továbbá, ha sikerül megdönteni a világrekordot (36 csótány 1 perc alatt), akkor a győztes egy négy személyre szóló bérletet nyerhet, ami egész 2007-ben érvényes. A rekordot azért is nehéz megdönteni, mert a csótány által tartalmazott neurotoxinok elzsibbasztják a szájat. Az akció 2006. október 29-én rekorddöntés nélkül ért véget.
Az America's Next Top Model hatodik körében feldíszített csótányokat használtak ékszerekként a Jared Gold "Glinka" kollekció kiegészítésére. Ez a modellek körében vegyes fogadtatást talált; sőt, egyikük csótányfóbiáról nyilatkozott.
A  Bad Girls All-Star Battle második évadának "Nobody Eats for Free" részében a csótányevés a  "Price of Beauty" verseny része volt.
A mutáns madagaszkári bütykös csótányok fontos szerephez jutnak a  The Exterminators című képregényben.
1999 augusztus 12-én "Jungle" John LaMedica of Newark, DE, USA plexiüveg koporsóba bújt 20 050 óriás madagaszkári bütykös csótánnyal a Guinness World Records Primetime keretében Hollywoodban (CA, USA).
Tyler the Creator szerepeltetett egy csótányt a Yonkers  számára készített a Goblin albumában, ahol leharapta a csótány torát, majd felöklendezte.
A Sony valóságshow-sorozatában, a  The Tester harmadik évadának első adásában a versenyzők kezébe adtak egy-egy kocka alakú átlátszó dobozt ezzel a csótánnyal.
2010 július 12-én  Yuri Samodurovot és Andrei Erofeevet, a  "Forbidden Art 2006" kurátorait elítétlték a moszkvai  Tagansky Courthouse bíróságon vallási botránykeltés miatt. A kiállítást a "People's Synod" konzervatív ortodox szervezet jelentette fel, mert Miki egeret és Lenint Jézusként ábrázolta. A  Voina tagjai azzal a szándékkal léptek be az épületbe, hogy ott eleresszenek közel 3500 élő madagaszkári bütykös csótányt. Nem tudjuk, hogy tervük sikerült-e. A csótányok eleresztése és összegyűjtése dokumentálva van, de fényképek nem készültek. Az egyik aktivistát, Jekatyerina Szamutsevicset később ugyanide idézték meg, mielőtt próbára bocsátották a Pussy Riot  tárgyalásán.

## Képek
|  |  |  |  |

## Fordítás
- Ez a szócikk részben vagy egészben  a   Madagascar hissing cockroach című angol Wikipédia-szócikk fordításán alapul.  Az eredeti cikk szerkesztőit annak laptörténete sorolja fel. Ez a jelzés csupán a megfogalmazás eredetét és a szerzői jogokat jelzi, nem szolgál a cikkben szereplő információk forrásmegjelöléseként.